# Aquafaba

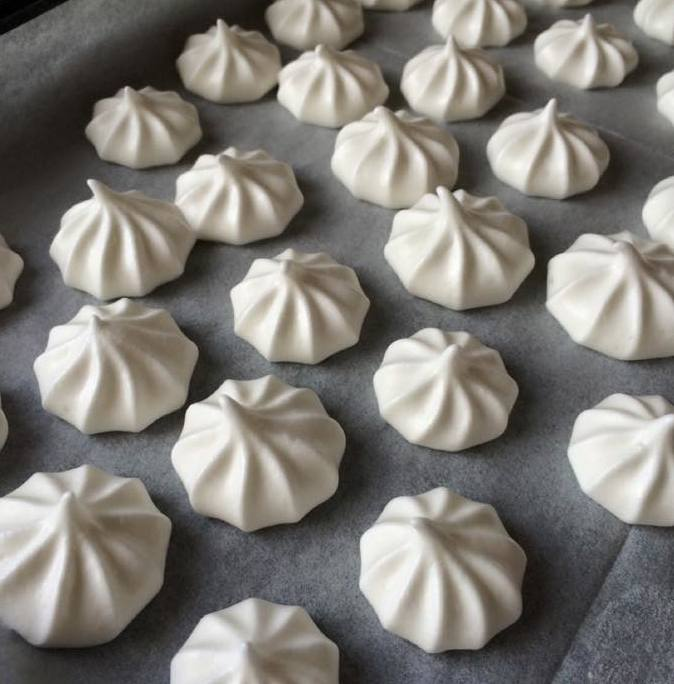
Meringues fabriquées à partir d'aquafaba.

Aquafaba (du latin « aqua », eau, et « faba », fève), jus de légumineuse ou eau de légumineuse, est le nom de l'eau de cuisson des légumineuses, comme des pois chiches, qui est ensuite éventuellement réduite.
L'aquafaba possède une consistance visqueuse et des propriétés similaires à celles du blanc d'œuf, et peut être utilisé en remplacement de celui-ci dans certaines recettes de cuisine.

## Histoire
Avant l'aquafaba, la cuisine végane remplaçait les œufs par des ingrédients comme les bananes, de la compote de pommes ou des graines de chia, mais ils ne permettaient pas de faire certaines recettes telles que les meringues,. La première tentative documentée d’utilisation de l'eau de cuisson des pois chiches dans ce contexte date de 2010, mais elle n’est pas concluante : la meringue s’affaisse lors de la cuisson. En 2011, la blogueuse végane Miyoko Schinner (en) parvient à réaliser des meringues à l’aide d’un gel extrait de graines de lin, mais elles résistent difficilement à la chaleur.
En décembre 2014, le ténor français Joël Roessel, passionné de cuisine végétale, expérimente diverses techniques et réussit à utiliser l'eau provenant de boites de conserve de haricots rouges et de cœurs de palmier pour former des mousses selon le même procédé que pour les graines de lin, avec l’ajout de gomme de guar ou xanthane comme épaississant,,. Roessel partage ses expériences sur son blog Révolution végétale, où il publie des recettes d'île flottante, de mousse au chocolat, et fait une meringue à partir de jus de pois chiches, de sucre, de fécule de maïs et de gomme de guar,,.
En février 2015, deux Français publient une vidéo dans laquelle ils utilisent de la mousse à base d’eau de pois chiches pour réaliser une mousse au chocolat,. À la même époque, l’ingénieur américain Goose Wohlt était en train de tester des substituts végétaux aux blancs d’œufs pour la réalisation de meringue. Lorsqu’il découvre la vidéo, il décide d’appliquer la même technique aux meringues, et partage son succès dans un groupe Facebook dédié à la cuisine végane,. Il décide d’appeler ce liquide « aquafaba », formé par la concaténation du mot latin pour l'eau, aqua, et le mot latin pour les fèves, faba,. Il soumet également le mot à l’Oxford English Dictionary, qui l’ajoute en 2017.

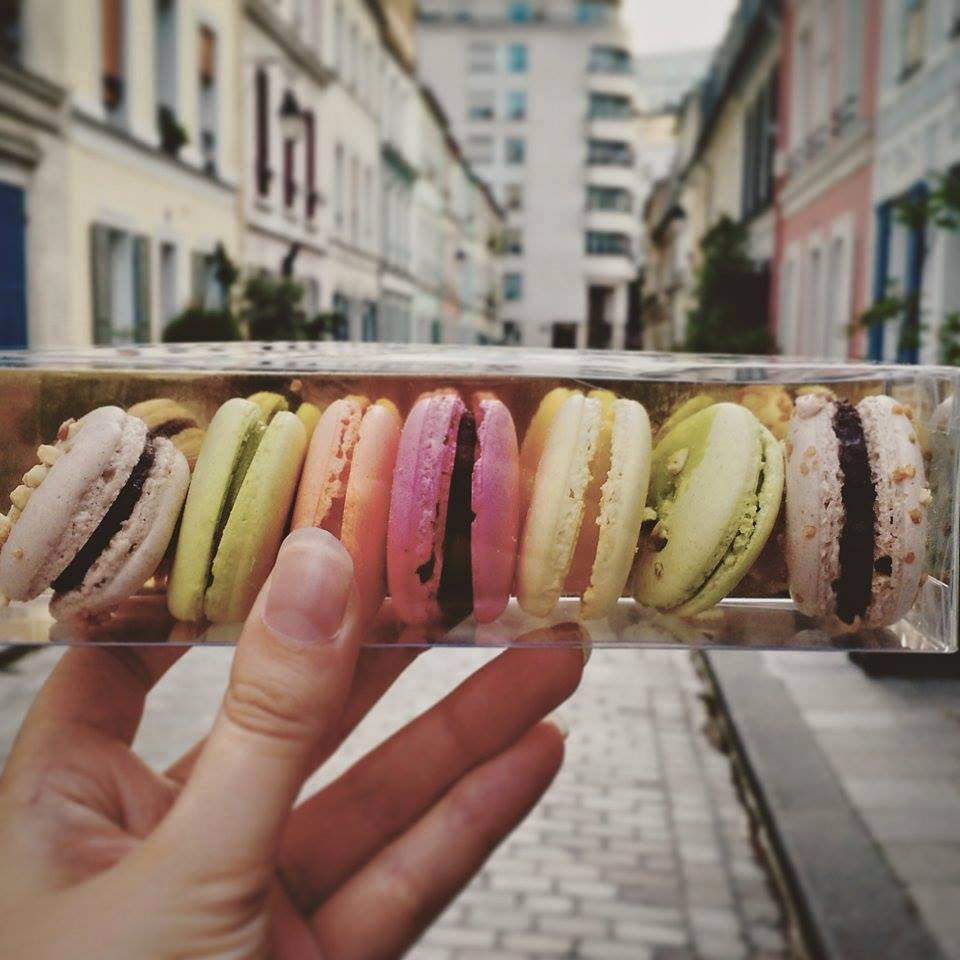
Macarons français fabriqués à base d'aquafaba.
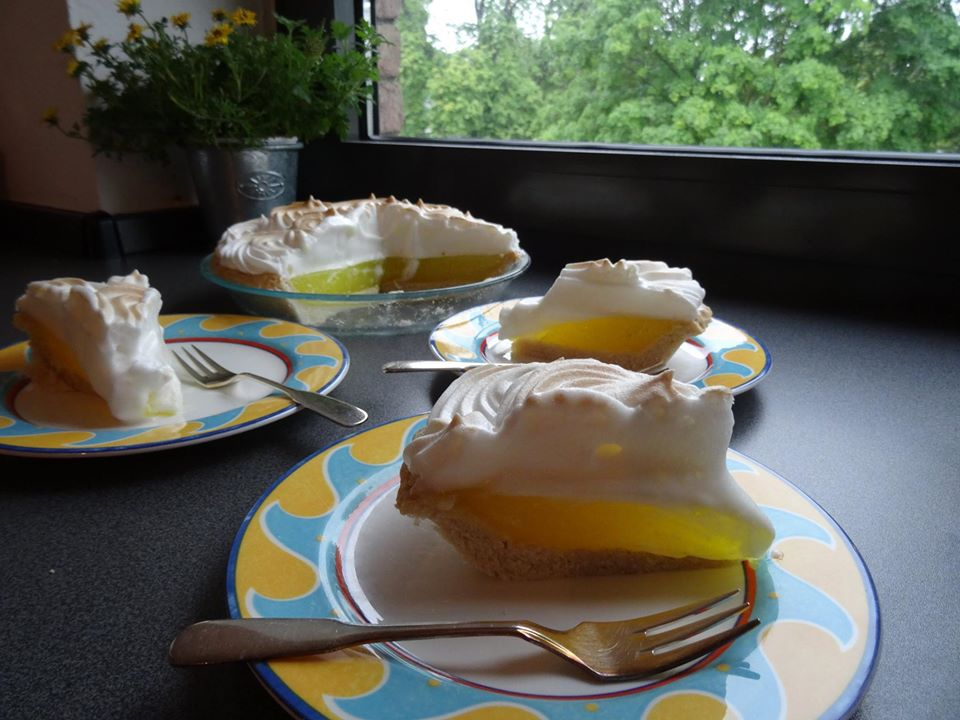
Tarte au citron meringuée fabriquée à base d'aquafaba.